# Teoría de la estabilidad
En matemáticas, la teoría de estabilidad estudia la estabilidad de las soluciones de ecuaciones diferenciales y sistemas dinámicos, es decir, examina cómo difieren las soluciones bajo pequeñas modificaciones de las condiciones iniciales.
La estabilidad es muy importante en física y ciencias aplicadas, ya que en general en los problemas prácticos las condiciones iniciales nunca se conocen con toda precisión, y la predictibilidad requiere que pequeñas desviaciones iniciales, no generen comportamientos cualitativamente muy diferentes a corto plazo. Cuando la diferencia entre dos soluciones con valores iniciales cercanos puede acotarse mediante la diferencia de valores iniciales, se dice que la evolución temporal del sistema presenta estabilidad.

## Estabilidad de ecuaciones diferenciales
Debido a que toda ecuación diferencial puede reducirse a un sistema de ecuaciones diferenciales de primer orden equivalente, el estudio de la estabilidad de las soluciones de ecuaciones diferenciales puede reducirse al estudio de la estabilidad de los sistemas de ecuaciones diferenciales. Consideremos por ejemplo un sistema de ecuaciones autónomo no lineal dado por:

{\displaystyle {\dot {\mathbf {x} }}=f(\mathbf {x} (t)),\qquad {\text{siendo}}:\ \mathbf {x} (0)=\mathbf {x} _{0},\ f(\mathbf {x} _{0})=0}

Donde {\displaystyle \mathbf {x} (t)\in {\mathcal {D}}\subseteq \mathbb {R} ^{n}} es el vector de estado del sistema, {\displaystyle {\mathcal {D}}} un conjunto abierto que contiene al origen y {\displaystyle f:{\mathcal {D}}\rightarrow \mathbb {R} ^{n}} una función continua. Sin pérdida de generalidad, se puede asumir que el origen es un punto de equilibrio (si el punto de equilibrio fuera otro punto se puede hacer un cambio de variable y redefinir la función f para que coincida con el origen):
1. El punto origen es estable en el sentido de Lyapunov, si para cada {\displaystyle \epsilon >0}, existe un {\displaystyle \delta =\delta (\epsilon )>0} tal que, si {\displaystyle \|x(0)\|<\delta }, entonces {\displaystyle \|x(t)\|<\epsilon }, para cualquier {\displaystyle t\geq 0}.
2. El punto origen es estable asintóticamente si es estable en el sentido de Lyapunov y existe {\displaystyle \delta >0} tal que si {\displaystyle \|x(0)\|<\delta }, entonces {\displaystyle \lim _{t\rightarrow \infty }x(t)=0}.
3. El punto origen es estable exponencialmente si es asintóticamente estable y si existen {\displaystyle \alpha ,\beta ,\delta >0} tales que si {\displaystyle \|x(0)\|<\delta }, entonces {\displaystyle \|x(t)\|\leq \alpha \|x(0)\|e^{-\beta t}}, para {\displaystyle t\geq 0}.

Conceptualmente, las definiciones anteriores se pueden interpretar como que:
1. La estabilidad en el sentido de Lyapunov de un punto de equilibrio significa que las soluciones que empiezan "suficientemente cerca" de un punto de equilibrio (a una distancia {\displaystyle \delta } de ellos) permanecen "suficientemente cerca" para siempre (como mucho a una distancia {\displaystyle \epsilon } la una de la otra). Nótese que esto debe ser cierto para cualquier {\displaystyle \epsilon } que uno escoja.
2. La estabilidad asintótica significa que soluciones que empiezan suficientemente cerca, no sólo permanecen cercanas sino que finalmente acaban convergiendo al mismo equilibrio.
3. La estabilidad exponencial significa que las soluciones no sólo convergen, sino que además convergen al menos tan rápido como {\displaystyle \alpha \|x(0)\|e^{-\beta t}}.

## Estabilidad numérica
La estabilidad numérica técnicamente no forma parte de la teoría de la estabilidad, puesto que no analiza la estabilidad de soluciones de un sistema de evolución temporal, sino la estabilidad del algoritmo usado para encontrar una de las soluciones de dicho sistema. Sin embargo, el propio algoritmo numérico de resolución puede ser visto a veces como un sistema dinámico discreto.

## Estabilidad de sistemas dinámicos
La estabilidad de los sistemas dinámicos se refiere a que pequeñas perturbaciones en las condiciones iniciales o en alguna de las variables que intervienen en la ecuación del movimiento produzca un comportamiento suficientemente similar al comportamiento sin dichas perturbaciones.
Para sistemas deterministas descritos por ecuaciones diferenciales la estabilidad del dicho sistema de ecuaciones obviamente implica la estabilidad del sistema.

## Tipos de estabilidad
- Estabilidad de Lyapunov
- Estabilidad estructural (matemática)

- Datos: Q1756677
- Multimedia: Stability theory / Q1756677